# Tsaractenus rodhaini
Tsaractenus rodhaini är en loppart som beskrevs av Duchemin 2003. Tsaractenus rodhaini ingår i släktet Tsaractenus och familjen smågnagarloppor. Inga underarter finns listade i Catalogue of Life.